# ناحیه ژوب
ناحیه ژوب (به انگلیسی: Zhob District) یکی از ناحیه‌های پاکستان در پاکستان است در ژوب واقع شده هست که این ناحیه توسط پشتون ها در مناطق شمال شرقی کنترل میشود. ناحیه ژوب ۱۶٬۰۰۰ کیلومتر مربع مساحت و ۷۱۰٬۵۳۴ نفر جمعیت دارد.